# Protyligmagon cantabrigia
Protyligmagon cantabrigia är en mångfotingart som beskrevs av Hoffman 2005. Protyligmagon cantabrigia ingår i släktet Protyligmagon och familjen Gomphodesmidae. Inga underarter finns listade i Catalogue of Life.